# Landschappen van Zweden

Kaart van de Zweedse landschappen

De 25 Zweedse landschappen (Zweeds: landskap) vormen een historische indeling van Zweden die geen bestuurlijke functie meer heeft, maar nog belangrijk is op het gebied van cultuur en folklore, streektaal, toerisme, geografie enzovoort. Naslagwerken vermelden in de regel zowel de provincie waartoe een plaats behoort als het landschap waarin deze gelegen is.
De Zweedse landschappen moeten niet worden verward met de Zweedse provincies (Zweeds: län), die een modernere, strikt bestuurlijke indeling vormen. De namen van deze provincies eindigen steeds op län (los geschreven en zonder hoofdletter), ook in het dagelijkse taalgebruik. Verwarrend genoeg is er ook één landschap met een naam die op län eindigt, namelijk Bohuslän (vastgeschreven). Een groot aantal, maar niet alle provincies zijn naar landschappen genoemd. Zo is de provincie Skåne län naar het landschap Skåne genoemd, maar de provincie waar het landschap Närke het zuidelijke deel van vormt, heet Örebro län, naar de gelijknamige stad Örebro.
De landschappen hebben geen bestuurlijke functie meer. Die rol wordt door de provincies vervuld. Ze hebben geen officiële hoofdstad en geen bestuursorgaan. Jongere leden van het koningshuis krijgen traditioneel de titel hertog van een of meer landschappen zoals kroonprinses Viktoria, die hertogin van Västergötland is. De landschappen hebben daarnaast symbolen van culturele, geschiedkundige of folkloristische aard, zoals een vlag (in sommige gevallen), een landschapsbloem, klederdracht en dergelijke meer.
De landschappen blijven van belang voor de regionale identiteit van de Zweden. Wanneer Zweden vertellen uit welk deel van het land ze komen, welk dialect ze spreken, of waar ze hun zomervakantie op het platteland doorbrengen, dan noemen ze niet de provincie maar het landschap. Het behoort tot de parate kennis van de Zweden dat een middelgrote stad als Växjö in het landschap Småland ligt, maar op de vraag tot welke provincie deze stad behoort, zullen velen het antwoord schuldig blijven.

## Lijst van landschappen
| - Ångermanland - Blekinge - Bohuslän - Dalarna - Dalsland - Gästrikland - Gotland | - Halland - Hälsingland - Härjedalen - Jämtland - Lapland (Lappland) - Medelpad - Närke | - Norrbotten - Öland - Östergötland - Skåne - Småland - Södermanland - Uppland | - Värmland - Västerbotten - Västergötland - Västmanland |

Tot 1809 behoorden ook de historische provincies van Finland tot deze lijst. Na het verlies hiervan aan Rusland veranderde Zweden zijn bestuurlijke indeling.